# Echipa națională de fotbal a Nigerului
Echipa națională de fotbal a Nigerului, poreclită Mena, este reprezentanta Nigerului în competițiile internaționale de fotbal, este controlată de Federația de Fotbal a Nigerului. Este membră a CAF, nu s-a calificat niciodată la Campionatul Mondial de Fotbal sau la Cupa Africii pe Națiuni.
1. ↑   https://www.transfermarkt.us/-/mitarbeiterhistorie/verein/14163 Lipsește sau este vid: |title= (ajutor)